# .mf
.mf è il dominio di primo livello nazionale riservato a Saint Martin.